# Galeria Nacional de Arte Estrangeira
A Galeria Nacional de Arte Estrangeira (em bulgáro: Национална галерия за чуждестранно изкуство, Natsionalna galeriya za chuzhdestranno izkustvo) é uma galeria de arte localizada na Praça São Alexander Nevsky, em Sófia na Bulgária. A galeria é uma instituição nacional para a arte não búlgara. Ela está localizada no edifício neoclássico do século XIX da antiga Impressa Real.

## História
O edifício da Galeria Nacional de Arte Estrangeira foi construído entre 1882 e 1884 durante a reinado do príncipe Alexandre I da Bulgária com o projeto do arquiteto austríaco Friedrich Schwanberg e reconstruído depois que sofreu danos significativos durante o bombardeio de Sófia na Segunda Guerra Mundial. A própria galeria foi fundada em 5 de novembro de 1985 como a galeria de arte da Fundação Santos Cirilo e Metódio, que mais tarde, através de doações, aumentaria o seu acervo, além de adições da seção de arte estrangeira da Galeria Nacional de Arte.
Uma grande parte das doações foram feitas através do fundo "13.º Século do Estado Búlgaro", estabelecido por Lyudmila Zhivkova, Presidente do Comitê de Arte e Cultura, na década de 1980.
Desde maio de 2015, as coleções da Galeria Nacional de Arte Estrangeira são exibidas juntamente com as coleções do século XIX e XX da Galeria Nacional de Arte. Para este propósito, o edifício na Praça São Alexander Nevsky foi ampliado. O espaço de exposição resultante é conhecido como Praça da Galeria Nacional.

## Coleções
A exposição permanente da galeria apresenta arte europeia, asiática (budista, japonesa e indiana) e africana, bem como secções separadas de arte contemporânea e gravura. Algumas das obras estão em restauração, enquanto outras estão em estoque, mas não são exibidas devido à falta de espaço.

### Arte Indiana
Os salões um, dois e três realizam exposições de arte indiana. O primeiro é focado em miniatura indiana. A coleção inclui obras tradicionais, pinturas da Era Mogol e do Sultanato de Déli e as escolas de arte de Rajastão e Pahara. O segundo contém esculturas religiosas de 320-550. As figuras representam deuses hindus como Víxenu, Ganexa, Brama, Xiva e Críxena. Já o salão três realiza uma exposição de esculturas muito raras do século XVI de santos cristãos de Goa, influenciadas pela tradição indiana.

### Arte Japonesa
A quarta seção contém uma coleção de várias cópias japonesas de ukiyo-e, que datam do século XVIII. É o principal gênero artístico da impressão em madeira no Japão. Normalmente, a palavra ukiyo é literalmente traduzida como "mundo flutuante", referindo-se a uma concepção de um mundo evanescente, uma beleza permanente e fugaz e um domínio de entretenimentos (kabuki, cortesã, gueixa) divorciados das responsabilidades do mundo mundano e cotidiano; "imagens do mundo flutuante", ou seja, ukiyo-e, são consideradas um gênero para si mesmas. A coleção oferece uma visão do desenvolvimento do ukiyo-e de impressões monocromáticas a policromadas, bem como os primeiros contatos de arte japonesa e europeia. Alguns dos artistas incluídos são Hokusai, Hiroshige, Kikukawa Eizan e Utamaro.

### Arte Africana
A coleção de arte africana no quinto piso é composta principalmente por esculturas com função de culto religioso. Máscaras também estão presentes. Muitos dos itens pertencem a culturas locais do Benim e Gana, e algumas estátuas e máscaras dogons também são apresentadas.

### Arte Budista do Sudeste Asiático
O sexto piso exibe arte budista da região do Sudeste Asiático, principalmente do Reino de Pagã e outras áreas do que hoje é Mianmar. Esculturas do Buda nas diferentes posições e de vários materiais, bem como manuscritos e outras artes finas e aplicadas, datam já do século XI. Esta coleção foi doada à galeria em 1987.

### Belas Artes Europeias
O sétimo, oitavo e nono pisos exibem uma rica coleção de belas-artes europeias dos séculos XV a XX. O sétimo setor está concentrado principalmente em torno da arte renascentista, juntamente com coleções menores de pintura holandesa do século de ouro holandês. O trabalho mais antigo da exposição, O Batismo de Cristo de Andrea del Verrocchio, data do final do século XV. Outros artistas italianos incluem Pietro Perugino, Antonio da Correggio, Rosso Fiorentino, Giovanni Battista Moroni e Alessandro Magnasco. A pintura holandesa é representada por Jan van Goyen, Nicolaes Pieterszoon Berchem, Isaac van Ostade e Frans Francken II. A oitava sessão engloba arte francesa e flamenga do século XVIII até a primeira metade do XIX, principalmente obras de Jean-Baptiste Greuze, Francisco Goya e Jan Frans van Bredael. O nono piso exibe pintura e escultura da segunda metade do século XIX e do XX por Auguste Rodin, Ivan Meštrović, Pierre-Auguste Renoir, Marc Chagall, Pablo Picasso, Joan Miró e Salvador Dalí, entre outros. Por fim, o décimo hall possui uma rara exibição de pinturas de Les Nabis, um grupo de artistas de vanguarda pós-impressionista que marcaram o ritmo das artes plásticas e artes gráficas na França na década de 1890.

### Outros
Os salões 11 a 19 realizam exposições diversas, incluindo um Salon d'Automne (Hall 18), uma coleção de obras temáticas e parisienses do início do século XX, arte moderna espanhola, uma exposição dedicada a Nicholas Roerich, bem como um novo espaço onde são realizadas exposições temporárias.